# Trichophysis
Trichophysis är ett släkte av skalbaggar. Trichophysis ingår i familjen långhorningar.
Kladogram enligt Catalogue of Life:
| Trichophysis | \| \| Trichophysis humbloti \| \| \| \| \| \| Trichophysis obscura \| \| \| \| |
|              | \| \| Trichophysis humbloti \| \| \| \| \| \| Trichophysis obscura \| \| \| \| |
|              | Trichophysis humbloti                                                          |
|              |                                                                                |
|              | Trichophysis obscura                                                           |
|              |                                                                                |